# Мурованская сельская община
Мурованская сельская общи́на (укр. Мурованська сільська громада) — территориальная община во Львовском районе Львовской области Украины.
Административный центр — село Мурованое.
Население составляет 9 580 человек. Площадь — 43,5 км².

## Населённые пункты
В состав общины входит 5 сёл:
- Гамалиевка
- Каменнополь
- Мурованое
- Сороки-Львовские
- Ямполь